# Francisco Pacheco de Toledo

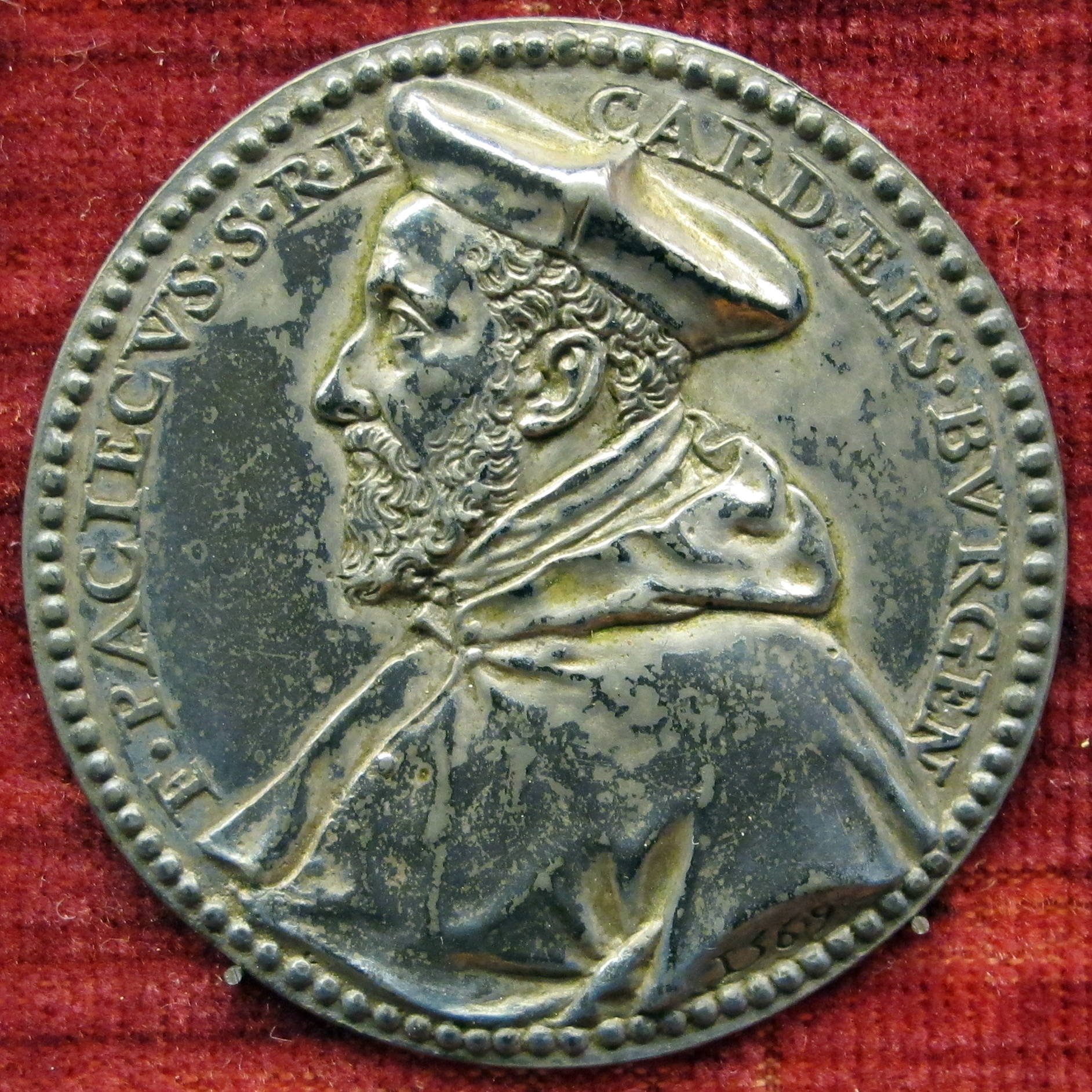
Medaille von Francesco Pacheco, Kardinal und Bischof von Burgos (Silber, 1569)

Francisco Pacheco de Toledo (* 1508 in Ciudad Rodrigo; † 23. August 1579 in Burgos) war ein spanischer Kardinal, Erzbischof und Diplomat.

## Leben und Werk
Francisco Pacheco wurde sehr früh für ein kirchliches Leben bestimmt. Er trat früh dem Hof Karls V. und Philipps II. von Spanien bei. Von seinem Onkel, dem Kardinal Pedro Pacheco de Villena, wurde er zum Priester geweiht. Er ging 1545 mit diesem nach Rom und erfuhr dort die Wertschätzung Papst Julius’ III., der ihn zum Kanoniker der Domkapitel von Salamanca und Toledo ernannte. Er wurde spanischer Delegierter der Herzöge von Florenz und am 4. Juli 1557 Generalinquisitor von Spanien. Am 25. Februar 1561 kreierte ihn Papst Pius IV. zum Kardinal.
Am 8. August 1567 wurde Pacheco zum Bischof von Burgos gewählt. Er wurde 1570 Botschafter Philipps II. von Spanien beim Hl. Stuhl, um beim Papste den Beitritt zur Heiligen Allianz gegen die Türken zu erwirken. Der Auftrag dieses Bündnisses endete mit der siegreichen Seeschlacht von Lepanto. Pacheco wurde Mitglied des Heiligen Offiziums. Er nahm am Konklave von 1572 teil, bei dem Gregor XIII. zum Papst gewählt wurde. Mit der Erhebung der Diözese Burgos zum Metropolitansitz wurde er im Oktober 1574 in den Rang eines Erzbischofs erhoben. 1575 hielt er in Burgos eine Diözesansynode ab.